# Иоасаф (Болотов)
Епи́скоп Иоаса́ф (в миру Иоанн Ильич Болотов; 22 января 1761, село Стражково, Кашинский уезд, Тверская губерния — май 1799, Охотское море) — православный миссионер, епископ Кадьякский, викарий Иркутской епархии.

## Биография
Его предки долгое время служили при храме в селе Стражково (Страшково) Кашинского уезда Тверской губернии (впервые упоминаются здесь в начале XVIII века). Он родился в том же селе в семье священника Илии Иванова.
С 1777 года обучался сначала в Тверской, затем в Ярославской духовной семинарии.
По окончании курса в последней был около четырёх лет учителем в Углицком духовном училище.
В 1786 году пострижен в монашество в Толгском монастыре около Ярославля.
4 мая 1783 года императрица Екатерина II, снисходя на просьбу «именитых граждан» Ивана Голикова и Григория Шелихова, чтобы «в найденной ими северной части Америки основать и умножить христианский закон», повелела Святейшему Синоду учредить северо-американскую кадьякскую миссию. Начальником этой миссии был сделан иеромонах Валаамского монастыря Иоасаф, о котором известный своею святою жизнию игумен валаамский Назарий дал прекрасный отзыв. В помощь ему назначены иеромонахи: Афанасий (Михайлов), Макарий (Александров), Ювеналий (Говорухин), иеродиакон Нектарий (Панов) и монах Герман.
Иоасаф произведён был в архимандриты и получил приказание «пребывание иметь на острове Кадьяке». На дальнюю дорогу ему выдано 500 рублей, прочим членам миссии — по 250 рублей. Он получил такую же инструкцию, какая была сочинена в 1769 году на такой же случай для Тобольской епархии. Кроме того, петербургский митрополит Гавриил дал ему от себя письменное наставление.

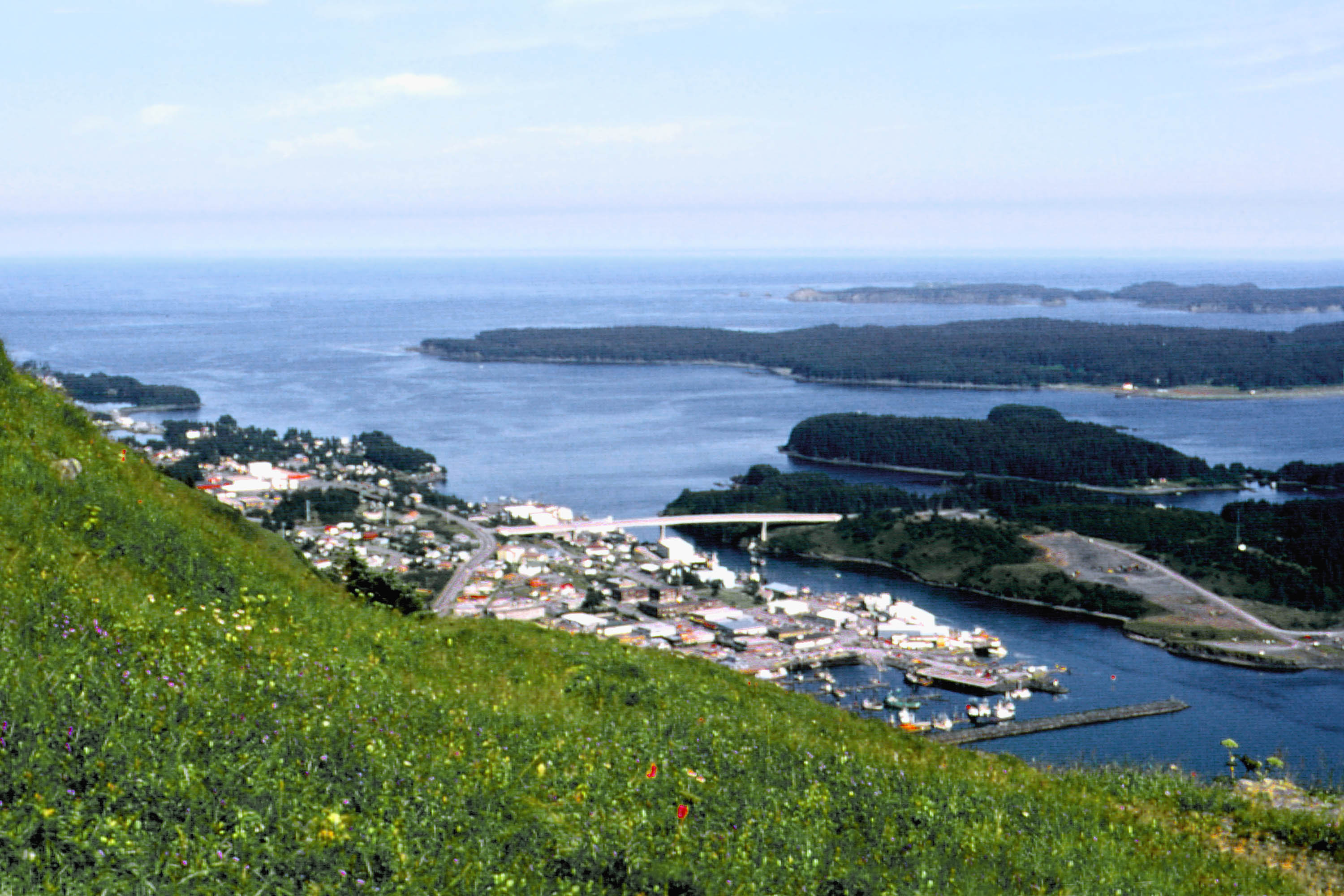
Вид на остров Кадьяк

В начале 1794 года миссия с представителями российско-американской компании отправилась в Америку. В Иркутск она приехала 16 марта того же года; 2 мая отправились в путь далее и 12 июля прибыли в Охотск в сопровождении одного из участников американской компании, Григория Шелихова, который снабдил миссию всем необходимым на три года. Своим поведением и ревностию к святому делу миссионеры уже в Иркутске приобрели такое уважение, что жители проводили их «с великим усердием и слезами». По прибытии в 1794 году в Кадьяк, где компания имела уже своё поселение, миссионеры построили церковь, школу и немедленно приступили к проповеди Евангелия среди туземцев и в этом высоком деле достигли быстрых успехов. Епископ Иркутский и Нерчинский Вениамин (Багрянский) уже 23 января 1796 года доносил Синоду, что миссия крестила 6740 человек и сочетала браком 1573 человек. 25 мая 1795 года архимандрит Иосаф послал иеромонаха Макария для проповеди на Алеутские острова и до 24 июня 1796 года он на двадцати пяти островах, имевших до 50 селений, окрестил 2472 человек, браков повенчал 536, в том числе 36 браков русских с алеутками. В том же 1795 году архимандрит Иоасаф отправил иеромонаха Ювеналия в Неучек, где тот и окрестил более 700 чугач; затем в селений Кенайском окрестил всех тамошних жителей. В следующем году Ювеналий переправился на Аляску к озеру Илиамна или Шелихову, где был убит язычниками. Прочие члены миссии, кроме обыкновенного служения в церкви, занимались ещё обучением детей в школе. Быстрые успехи кадьякской миссии в деле проповеди Слова Божия язычникам и постоянные ходатайства Голикова пред Синодом об определении епископа в северо-американские владения компании, побудили Св. Синод учредить Кадьякское викариатство в Иркутской епархии.
19 июля 1796 года состоялось учреждение Кадьякского викариатства; Кадьякским епископом назначен архимандрит Иоасаф, с тем, чтобы хиротония над ним совершена была иркутским епископом единолично, по отдалённости епархии. Содержание ему назначено в 4030 рублей Новому епископу вменено в особую обязанность стараться об учении туземного юношества русскому языку и грамоте. Прибыв в Иркутск в декабре 1798 года архимандрит Иоасаф дал обстоятельные ответы на запросы Св. Синода о подробностях своих действий; таким образом, составлено было им обстоятельное «Топографическое, климатическое, статистическое и нравственное описание острова Кадьяка»; оно напечатано в журнале «Друг Просвещения» за октябрь 1805 года.
10 апреля 1799 года архимандрит Иоасаф был хиротонисан во епископа епископом Иркутским и Нечинским Вениамином и вскоре после этого он выехал обратно на остров Кадьяк.
10 мая епископ сел со своей свитой в Охотске на судно «Феникс». Корабль не прибыл в пункт назначения, лишь его остатки были выброшены на берег острова Кадьяк. Вместе с 38-летним епископом погибли все сопровождающие (включая миссионеров иеромонаха Макария и иеродиакона Стефана) — судно «Феникс», на котором он плыл, затонуло в Тихом океане.
Подробностей гибели «Феникса» не сохранилось; неизвестны и самый день, в который произошла эта трагедия, и лишь некоторые незначительные обстоятельства усматриваются из письма правителя Российско-американской компании Александра Баранова, адресованного Александро-Невской лавры соборному иеромонаху Гедеону: «…Касательно разбития компанейного фрегата Финикса, инаоном потери бывшаго преосвященного иоасафа Совсею Его Свитою и судовым экипажем. Помянутое Судно от правилас из охоцка в осень 1799 года пряма сюда накадьяк, а Видели Ево 28 числа октября того году недалеко от уналашки, против острова умнака русские и алеуты тамошние. но где оное разбилос ипсся пор неполучено никаких Верных сведений, причиноюже нещастия сему полагают бывшие приотправлении их в охоцве ту што там свирепствовало тогда смертоносное поветрие … а может быть ис следующих при сем транспорте … некоторые заражены были теми же болезнями распронили напрочих. истаться могло што и мореход … Господин Шильц от той же скончался, а другова не было, а потому и судно может быть без управления осталось в беспрепядственном действии стихии волн и Ветров. однако же Видимсобыло в близи уналашки под парусами при сильной погоде к кодьяку путь напрвляем. … Вначале июня м-ца последующего уже 1800 года … выкидывало судовые доски … даже и около уналашки Восковые свечи … и Верных слухов о месте разбития неперенято. сказывал только один из американских капитанов иосиф океин; якобы слышал от других будто около бухты бокерело и бобровой, где приставал прежней беринговой экспедиции капитан Чириков…».
После этого печального события надолго оставлены были заботы об открытии Американской епархии.